# Julio César Villegas Cerro
Julio César Villegas Cerro (Piura, 30 de enero de 1915-Lima, 25 de diciembre de 1979) fue un abogado, empresario y político peruano. Fue el último ministro de Gobierno y Policía del gobierno de José Luis Bustamante y Rivero, de junio a octubre de 1948.

## Biografía
Nació en Piura, siendo hijo de Julio Villegas Ruiz de Somocurcio y Baltazara Cerro Guerrero. Su padre era abogado, doctor en Jurisprudencia y magistrado; llegó a ser fiscal de la Corte Superior de Lima. Su madre era pariente del presidente Luis Sánchez Cerro.
Ingresó a la Universidad Nacional Mayor de San Marcos, en donde se recibió de abogado y se graduó de doctor en Derecho. Se asoció con otro abogado y abrió un estudio en Lima, enfocado al Derecho de Minería, para después dedicarse a la labor empresarial. Colaboró también en la revista Historia.
El 17 de junio de 1948 juró como ministro de Gobierno y Policía del gobierno de José Luis Bustamante y Rivero, en reemplazo del general Manuel A. Odría. El gabinete ministerial lo presidía Armando Revoredo Iglesias. Este cambio se dio en el marco de una grave crisis política, originada por la confrontación del gobierno con el partido aprista y otras fuerzas políticas.
Villegas se caracterizó por su antiaprismo exacerbado, que hizo imposible una conciliación. Sus detractores le apodaron “Burro con sueño”, debido a sus párpados caídos. Durante su gestión ministerial ocurrió la rebelión de la marinería del Callao de 3 de octubre de 1948, alentada por elementos del ala izquierda del Apra y algunos oficiales del Ejército. Fue sofocada de manera sangrienta por las fuerzas armadas. A raíz de este suceso, Villegas firmó el decreto que puso fuera de la ley al Apra y que ordenaba la captura de sus líderes, según una lista que había confeccionado él mismo y en la cual figuraban muchos senadores apristas.
Luego vino el golpe de Estado del 27 de octubre de 1948, encabezado por Odría, que puso fin al gobierno de Bustamante y dio pase a una etapa de gobierno dictatorial.
Falleció en el distrito limeño de San Isidro, en 1979.